# وليد السباعي (كاتب)
وليد السباعي هو كاتب ومترجم وطبيب سوري من مواليد حمص عام 1945 ويحمل شهادة الدكتوراه في الطب ودبلوم الوخز بالإبر الصينية، وهو عضو الكونغريس العالمي لأطباء العلاج الفيزيائي. يجيد الالمانية واليوغسلافية، وله عدد من الدراسات والبحوث الطبية والمقالات الادبية نُشرت في الدوريات العربية والأجنبية، وله عدد من المؤلفات واخرى مترجمة.

## من مؤلفاته
- «رجال بأربع أصابع» ـ 1993 ـ رواية مترجمة.
- «الفنار الملعون» ـ 1995 ـ رواية مترجمة.
- «انطولوجيا القصة السورية القصيرة» ـ 1994 ـ ترجمة.
- «انطولوجيا القصة المكدونية مركز الإنماء الحضاري» ـ 2005 ـ ترجمة.
- «ما قاله الرجل المتحول» ـ 2003 مجموعة قصص.
- «بلاد يقضمها الجراد» ـ 2008 ـ رواية.[2]
- «الغذاء والصحة»